# Лицей № 5 (Ставрополь)
Муниципальное автономное общеобразовательное учреждение лицей № 5 города Ставрополя — общеобразовательное учреждение для учеников 1—11 классов. Основан в 1912 году.

## История
В 1912 году с купцами Меснянкиными был заключён контракт на устройство в их доме на углу Торговой улицы и Александровской площади города Ставрополя учебного заведения — Второй мужской гимназии.
1914—1915 — первый учебный год. Директор — М. Д. Иванов. Педагогический коллектив состоял из 18 преподавателей. Количество учащихся — 185. Обучение осуществлялось по 12 предметам.
В 1916 году гимназия стала восьмиклассной.
С 1917 по 1920 занятия в гимназии не проводились.
В 1921 году гимназия была переименована в школу имени Н. Г. Чернышевского.
Во время Великой Отечественной войны в здании школы находился военный госпиталь.
В 1943—1945 годах директор школы Богданов Иван Агапович.
В 1946 году директором мужской средней школы № 5 стал Хералов Кирилл Христофорович.
С 1954 года в школе было введено совместное обучение мальчиков и девочек.
1959—1960 учебный год — начал работу директор Николай Иванович Воронов.
В школе открыты музей В. И. Ленина, музей Боевой Славы
В 1963 году новое здание сдано в эксплуатацию, а школа стала именоваться средней общеобразовательной школой № 5.
В 1980—1987 годах директором школы была Мирошникова Валентина Прокофьевна.
В 1987—2002 годах директор школы — Веселова Зинаида Георгиевна, заслуженный учитель Российской Федерации.
18 сентября 1995 года Общеобразовательная школа № 5 была переименована в Муниципальное образовательное учреждение школу — юридический лицей № 5.
3 сентября 1997 года Муниципальное образовательное учреждение школа — юридический лицей № 5 была переименована в Муниципальное общеобразовательное учреждение лицей № 5.
В 2002—2006 годах директор лицея — Надежда Борисовна Погребова.
В 2006—2017 годах Директор лицея — Лариса Николаевна Токарева. Лицей стал федеральной экспериментальной площадкой по реализации проекта «Информатизация системы образования». Лицей отпраздновал вековой юбилей..
2013 — аккредитация общеобразовательного учреждения Муниципальное автономное общеобразовательное учреждение лицей № 5 города Ставрополя.
С 2017 года директор лицея — Черемных Наталья Владимировна.
В 2018 году реконструировали здание лицея № 5.
2019 — лицею присвоен статус экспериментальной площадки Федерального института развития образования Российской академии народного хозяйства и государственной службы при Президенте Российской Федерации.
2024 - лицей № 5 города Ставрополя отпраздновал свое 110-летие 